# Enneapterygius unimaculatus
Enneapterygius unimaculatus är en fiskart som beskrevs av Fricke, 1994. Enneapterygius unimaculatus ingår i släktet Enneapterygius och familjen Tripterygiidae. Inga underarter finns listade i Catalogue of Life.